# Move Like Michael Jackson
Move Like Michael Jackson was een talentenjacht op televisie waarin gezocht werd naar de beste danser die geïnspireerd is door de in 2009 overleden zanger en danser Michael Jackson.
Het televisieprogramma werd in 2009 gelanceerd op de Britse televisiezender BBC Three. Enkele maanden later werd van het programma ook een Nederlandstalige versie gemaakt, die op de Nederlandse en Vlaamse televisie vertoond zou gaan worden. De winnaar van de Vlaams/Nederlandse versie zou als hoofdprijs mogen optreden tijdens een herdenkingsconcert voor Jackson. Het programma ging op zaterdag 6 maart 2010 van start en is sindsdien wekelijks te zien op VT4 en SBS6. De presentatie ligt in handen van de Vlaamse Véronique De Kock en de Nederlander Gerard Joling.
De jury van de talentenjacht bestond uit Lavelle Smith jr (Jacksons vaste choreograaf), Mark Summers (casting director van de This Is It-tournee), Maurice Wijnen (Popstars-jurylid) en Lien Degol (styliste).
In de finale van zaterdag 1 mei 2010 koos de jury, onder leiding van Jermaine Jackson, wie mag optreden tijdens het herdenkingsconcert. Deze finale werd live uitgezonden. In de finale won de 9-jarige Luciano Hiwat.
Ook de This is it-danser Timor Steffens zal in het programma nog een speciale rol vervullen.

## Trivia
Enkele weken vóór de start van het programma startten de concurrerende tv-zenders RTL 4 en VTM een soortgelijk programma, met de titel My Name Is Michael.